# بریتیش یوروپین ایرویز
بریتیش یوروپین ایرویز (به انگلیسی: British European Airways) (مخفف انگلیسی: BEA) با نام رسمی شرکت سهامی بریتیش یوروپین ایرویز، یک شرکت هواپیمایی انگلیسی است که بین سال‌های ۱۹۴۶ تا ۱۹۷۴ فعالیت می‌کرد.
این شرکت پس از ادغام با شرکت هواپیمایی بریتیش آورسیز ایرویز (BOAC) و پس از آن بود که شرکت بریتیش ایرویز تأسیس شد.

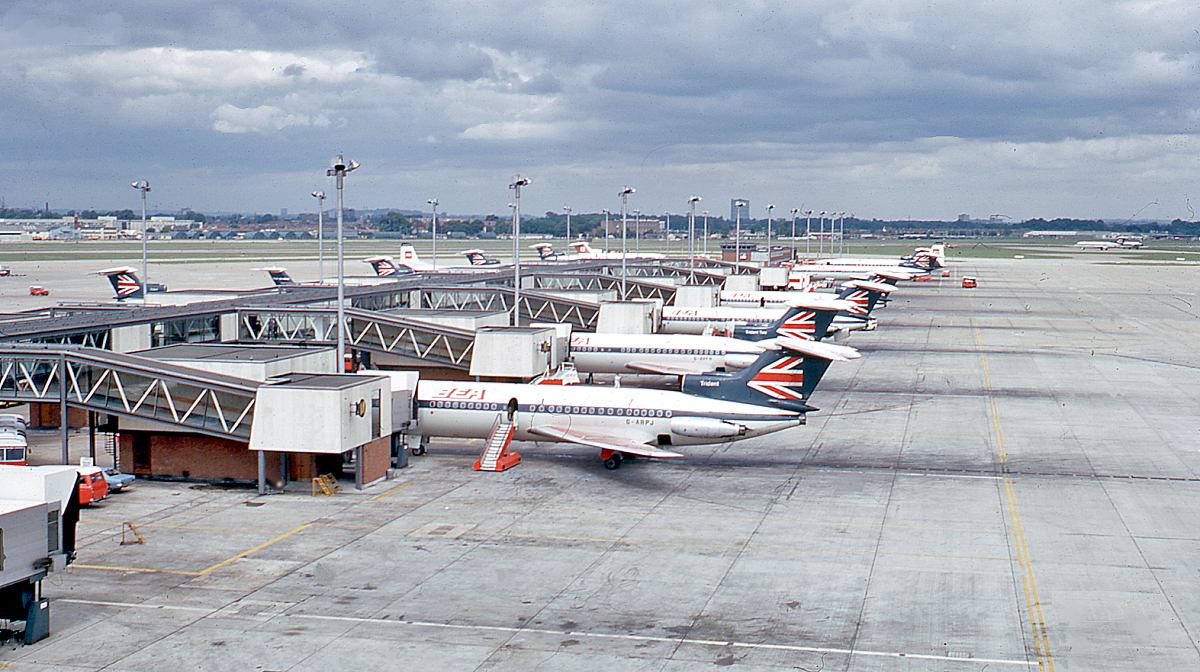
هواپیماهای متعلق به شرکت BEA در فرودگاه هیترو لندن، ۱۹۷۱